# Slottet Braunfels

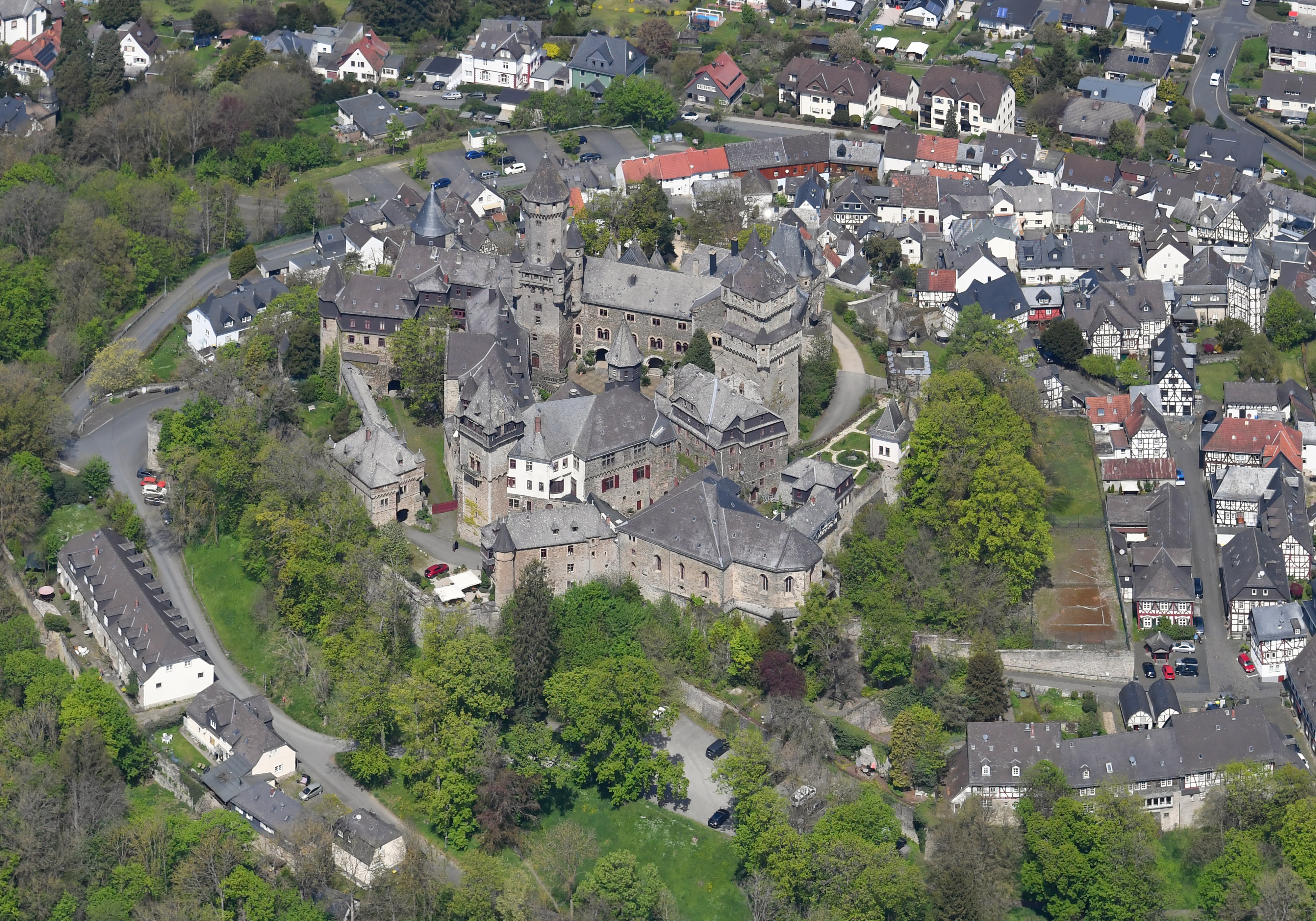
Flygbild från 2023.

Slottet Braunfels (tyska: Schloss Braunfels) är beläget i staden Braunfels i förbundslandet Hessen i Tyskland.
Ätten Solms-Braunfels lät uppföra slottets äldsta delar under 1200-talet och byggnaden är fortfarande i familjens ägo. Slottet ligger på en basaltkulle väster om staden. Försvarsanläggningen fick på grund av en förbättrad vapenteknik ringmurar och vallgravar. Trots detta förstördes slottet under trettioåriga kriget samt året 1679 under en eldsvåda. Greve Heinrich av Solms-Braunfels (känd som Trajectinus) lät återskapa byggnaden i barockstil. En ny ombyggnad skedde mellan 1845 och 1880 och de nya tornen skulle ge en bild av medeltiden.

## Museet
I slottet finns ett museum med olika utställningar. En avdelning visar militärföremål, fynd från forntiden, konstverk av gjutjärn, mineraler och mynt. Andra delar är tillgängliga med guide. Här visas rustningar samt vapen från 1200- till 1700-talet, målningar som visar ättens medlemmar, historiska scener och jaktscener. En annan avdelning har skulpturer, gobeläng och religiösa föremål som ett altare från 1330.